# Tonga nos Jogos Olímpicos de Inverno de 2018
Tonga participou dos Jogos Olímpicos de Inverno de 2018, realizados na cidade de Pyeongchang, na Coreia do Sul. 
Foi a segunda aparição do país em Olimpíadas de Inverno, onde esteve representado pelo esquiador cross-country Pita Taufatofua. Taufatofua já havia representado Tonga nos Jogos Olímpicos de Verão de 2016, no Rio de Janeiro, quando se tornou viral na internet por conta da sua aparição na cerimônia de abertura.

## Desempenho

### Esqui cross-country
Masculino
| Atleta          | Evento      | Final   | Final |
| Atleta          | Evento      | Tempo   | Pos.  |
| --------------- | ----------- | ------- | ----- |
| Pita Taufatofua | 15 km livre | 56:41.1 | 114º  |

Legenda
| Recorde mundial      | Recorde mundial (World record)               |                       | Recorde africano                      | Recorde africano (African) |                                           | Q | Classificado por posição (Qualified) |
| Recorde olímpico     | Recorde olímpico (Olympic record)            | Recorde da América    | Recorde da América (Americas)         | q                          | Classificado por melhor tempo (Qualified) |   |                                      |
| Melhor marca do ano  | Melhor marca do ano (World leading)          | Recorde asiático      | Recorde asiático (Asian)              | DNS                        | Não largou (Did not start)                |   |                                      |
| Recorde nacional     | Recorde nacional (National record)           | Recorde europeu       | Recorde europeu (European)            | DNF                        | Não terminou (Did not finish)             |   |                                      |
| Recorde pessoal      | Recorde pessoal do atleta (Personal best)    | Recorde da Oceania    | Recorde da Oceania (Oceania)          | DSQ / DQ                   | Desclassificado (Disqualified)            |   |                                      |
| Recorde da temporada | Recorde da temporada do atleta (Season best) | Recorde sul-americano | Recorde sul-americano (South America) | NM                         | Sem marca (No mark)                       |   |                                      |